# مهرگان (بندر لنگه)
مهرگان، روستایی در دهستان حومه بخش مرکزی شهرستان بندر لنگه در استان هرمزگان ایران است.

## جمعیت
بر پایه سرشماری عمومی نفوس و مسکن در سال ۱۳۹۵، جمعیت این روستا برابر با ۱٬۰۲۸ نفر (۲۶۲ خانوار) بوده‌است.